# Cisma de Oriente
El Cisma de Oriente y Occidente, Gran Cisma o Cisma de 1054, conocido en la historiografía occidental como el Cisma de Oriente, fue el evento que, rompiendo la unidad de lo que era la Iglesia estatal del Imperio romano basada en la pentarquía, dividió el cristianismo calcedonio entre la Iglesia católica en Occidente y la Iglesia ortodoxa en el Oriente. Aunque 1054 se indica normalmente como el año del cisma, fue en realidad el resultado de un largo período de distanciamiento progresivo teológico y político entre las dos ramas eclesiales que subsiste hasta la actualidad.
Una serie de diferencias eclesiásticas y diferencias teológicas entre el Oriente griego y el Occidente latino precedieron a la ruptura formal que se produjo en 1054. Entre ellas destacaban la Procesión del Espíritu Santo (Filioque), si debía usarse pan con levadura o pan ácimo en la Eucaristía, la reivindicación del obispo de Roma de la jurisdicción universal, y el lugar de la  sede de Constantinopla en relación con la pentarquía.
En 1053, se tomó la primera medida que conduciría a un cisma formal: se exigió a las iglesias griegas del sur de Italia que se ajustaran a las prácticas latinas, bajo amenaza de cierre. En represalia, el patriarca Miguel I Cerulario de Constantinopla ordenó el cierre de todas las iglesias latinas de Constantinopla. En 1054, el legado papal enviado por León IX viajó a Constantinopla para, entre otras cosas, negar a Cerulario el título de "patriarca ecuménico" e insistir en que reconociera la pretensión del papa de ser la cabeza de todas las iglesias. Los principales propósitos de la legación papal eran buscar ayuda del emperador bizantino, Constantino IX, ante la conquista normanda de Italia Meridional, y responder a los ataques de León de Ácrida contra el uso del pan ácimo y otras costumbres occidentales, ataques que contaban con el apoyo de Cerulario. El historiador Axel Bayer afirma que la legación fue enviada en respuesta a dos cartas, una del emperador solicitando ayuda para organizar una campaña militar conjunta del oriente y el occidente contra los normandos, y la otra de Cerulario. Cuando el jefe de la legación, el cardenal Humberto de Silva Cándida, O.S.B., se enteró de que Cerulario se había negado a aceptar la demanda, le excomulgó, y en respuesta de Cerulario este excomulgó a Humberto y a los demás legados. Según Ware, "incluso después de 1054 continuaron las relaciones amistosas entre Oriente y Occidente. Las dos partes de la cristiandad aún no eran conscientes de que existía un gran abismo de separación entre ellas. ... La disputa seguía siendo algo de lo que los cristianos corrientes de Oriente y Occidente eran en gran medida inconscientes".
La validez del acto de los legados occidentales es dudosa porque el papa León había muerto y la excomunión de Cerulario sólo se aplicaba a los legados personalmente. Aun así, la Iglesia se dividió a lo largo de líneas doctrinales, teológicas, lingüísticas, políticas y geográficas, y la brecha fundamental nunca se curó: cada parte acusa ocasionalmente a la otra de cometer  herejía y de haber iniciado el cisma. La reconciliación se vio dificultada por las Cruzadas lideradas por los latinos, la Masacre de los Latinos en 1182, la represalia de Occidente mediante el Saqueo de Tesalónica en 1185 el Captura y saqueo de Constantinopla durante la Cuarta Cruzada en 1204, y la imposición del Patriarcas latinos. El establecimiento de las jerarquías de la Latina en los Estados cruzados supuso la existencia de dos pretendientes rivales a cada una de las sedes patriarcales de Antioquía, Constantinopla y Jerusalén, lo que hizo evidente la existencia del cisma. Varios intentos de reconciliación no fructificaron.
En 1965, el papa Pablo VI y el patriarca ecuménico Atenágoras I anularon los anatema de 1054, aunque esta anulación de las medidas que se habían tomado contra unos pocos individuos fue un mero gesto de buena voluntad; no constituyó ningún tipo de reunificación. La ausencia de plena comunión entre las iglesias se menciona incluso explícitamente cuando el Código de Derecho Canónico autoriza a los ministros católicos a administrar los sacramentos de la penitencia, la Eucaristía y la unción de los enfermos a miembros de iglesias orientales como la Iglesia Ortodoxa Oriental, así como las Iglesias ortodoxas orientales y la Iglesia de Oriente, y a miembros de iglesias occidentales como la Iglesia Católica Antigua, cuando dichos miembros lo soliciten espontáneamente. Los contactos entre ambas partes continúan. Cada año, una delegación de cada una de ellas participa en la celebración de la fiesta patronal de la otra,  Fiesta de San Pedro y San Pablo (29 de junio) para la Roma y San Andrés (30 de noviembre) para Constantinopla, y se produjeron varias visitas del jefe de cada una de ellas a la otra. Los esfuerzos de los patriarcas ecuménicos por reconciliarse con la Iglesia católica han sido a menudo objeto de duras críticas por parte de algunos ortodoxos.

## Antecedentes
La Iglesia del primer milenio estaba dividida en líneas doctrinales, teológicas, lingüísticas, políticas y geográficas. Las disputas subyacentes al cisma fueron esencialmente dos:
- La primera se refería a la autoridad papal: el papa (es decir, el obispo de Roma), considerándose investido con el primado petrino (sucesor del apóstol Pedro) sobre toda la Iglesia por mandato de Cristo, de quien recibiría las "llaves del Reino de los Cielos" y la autoridad de "pastorear los corderos" (cf. los Evangelios de Mateo y Juan) y, por tanto, de un verdadero poder jurisdiccional (según el lenguaje rabínico, conferir las llaves a alguien significa investirlo de una autoridad), comenzó a reclamar la autoridad natural sobre los cuatro patriarcados orientales (Constantinopla, Alejandría, Antioquía y Jerusalén). Estos estaban dispuestos a conceder al patriarca de Occidente solo una primacía honoraria y permitir que su autoridad efectiva se extendiera solo sobre los cristianos de Occidente, considerando que la primacía romana no tenía fundamento bíblico.
- La segunda, de ámbito trinitario y aparentemente menos "político", se refería a la incorporación del Filioque en el Credo de Nicea, que tuvo lugar en el contexto latino. También hubo otras causas menos significativas, incluidas ciertas variaciones de ciertos ritos litúrgicos (cuestión del uso de panes sin levadura durante la Eucaristía, matrimonio de sacerdotes, confirmación de los bautizados reservada sólo al obispo, etc.). Pero también y sobre todo razones políticas (alianza papal con los francos y normandos) y reclamaciones de jurisdicción conflictivas (en el sur de Italia, en los Balcanes y en la zona eslava).

El Gran Cisma no fue el primer cisma entre Oriente y Occidente, de hecho, hubo más de dos siglos de divisiones en el primer milenio de la Iglesia. De 343 a 398 la Iglesia estuvo dividida por el arrianismo, combatido enérgicamente en Oriente por Atanasio de Alejandría y en Occidente por los papas. En 404 surgió una nueva controversia, cuando el emperador oriental Arcadio depuso al patriarca de Constantinopla Juan Crisóstomo, apoyado por el patriarcado romano. El papa pronto rompió la comunión con los patriarcados orientales, ya que habían aceptado la deposición de Juan Crisóstomo: esta división se levantó solo en 415, cuando los patriarcas orientales reconocieron retroactivamente la legitimidad de este patriarca. Otro conflicto surgió cuando en 482 el emperador oriental Zenón emitió un edicto conocido como Henotikon, que buscaba reconciliar las diferencias entre los monofisitas (que creían que Jesús tenía solo naturaleza divina) con la doctrina oficialmente reconocida de la Iglesia estatal imperial (por la cual Jesucristo tuvo dos naturalezas: humana y divina). El edicto, sin embargo, recibió la condena de los patriarcas de Alejandría y Antioquía y del papa Félix III. En 484, Acacio, el patriarca de Constantinopla que instó a Zenón a publicar el edicto, fue excomulgado. El cisma terminó en 519, más de 30 años después, cuando el emperador de Oriente Justino I reconoció la excomunión de Acacio. Otra ruptura seria ocurrió de 863 a 867, con el patriarca Focio (Cisma de Focio), que aunque duró pocos años se estableció y arraigó un fuerte sentimiento antirromano en las Iglesias orientales, que acusaron a Roma de haberse alejado de la "fe recta" en los puntos señalados por Focio. Esta percepción jugó un papel fundamental poco más de un siglo después, con motivo del Gran Cisma.
En 1053 se dio el primer paso en el proceso que condujo a un cisma formal: las iglesias griegas en el sur de Italia fueron obligadas a ajustarse a las prácticas latinas y, si alguna de ellas no lo hacía, fueron forzadas a cerrar. En represalia, el patriarca Miguel I Cerulario de Constantinopla ordenó el cierre de todas las iglesias latinas en Constantinopla.

## Diferencias subyacentes al cisma
Jaroslav Pelikan subraya que "aunque el cisma entre Oriente y Occidente se derivó en gran medida de la discordia política y eclesiástica, esta discordia también reflejaba diferencias teológicas básicas". Pelikan argumenta además que los antagonistas en el siglo XI exageraron inapropiadamente sus diferencias teológicas, mientras que los historiadores modernos tienden a minimizarlas. Pelikan afirma que los documentos de aquella época evidencian la "profunda alienación intelectual que se había desarrollado entre los dos sectores de la cristiandad". Aunque técnicamente los dos bandos eran más culpables de cisma que de herejía, a menudo se acusaban mutuamente de blasfemia. Pelikan describe gran parte de la disputa como "diferencias regionales en usos y costumbres", algunas de las cuales eran adiafóricas (es decir, ni correctas ni incorrectas). Sin embargo, continúa diciendo que, aunque en principio era fácil aceptar la existencia de la adiafora, en la práctica era difícil distinguir las costumbres que eran inocuamente adiafóricas de las que tenían implicaciones doctrinales.

### Disputas eclesiológicas
Philip Sherrard, un  teólogo ortodoxo oriental, afirma que la causa subyacente del cisma Oriente-Occidente fue y sigue siendo "el choque de estas dos eclesiologías fundamentalmente irreconciliables." Roger Haight caracteriza la cuestión de la autoridad episcopal en la Iglesia como "aguda", con las "posiciones relativas de Roma y Constantinopla como fuente recurrente de tensión." Haight caracteriza la diferencia en eclesiologías como "el contraste entre un papa con jurisdicción universal y una combinación de la superestructura patriarcal con una eclesiología de comunión episcopal y sinodal análoga a la que se encuentra en  Cipriano". Sin embargo, Nicholas Afansiev ha criticado tanto a la Iglesia católica como a la ortodoxa por "suscribir la eclesiología universal de San Cipriano de Cartago según la cual sólo puede existir una Iglesia verdadera y universal".
Otro punto de controversia fue el celibato entre los sacerdotes occidentales (tanto monásticos como parroquiales), frente a la disciplina oriental por la que los párrocos podían ser hombres casados. Sin embargo, la Iglesia latina siempre ha tenido algunos sacerdotes legalmente casados. Han sido una pequeña minoría desde el siglo XII.

#### Estructura eclesiológica
Existen varias eclesiologías diferentes: "eclesiología de comunión", "eclesiología eucarística", "eclesiología bautismal", "eclesiología trinitaria", "teología kerigmática". Otras eclesiologías son la "jerárquico-institucional" y la "orgánico-mística",y la "congregacionalista".
Las Iglesias orientales mantenían la idea de que cada ciudad-iglesia local con su obispo, presbíteros, diáconos y pueblo celebrando la eucaristía constituía toda la Iglesia. En esta visión llamada eclesiología eucarística (o más recientemente eclesiología holográfica), cada obispo es el sucesor de San Pedro en su iglesia ("la Iglesia"), y las iglesias forman lo que Eusebio llamaba una unión común de iglesias. Esto implicaba que todos los obispos eran ontológicamente iguales, aunque funcionalmente determinados obispos podían recibir privilegios especiales de otros obispos y servir como metropolitanos, arzobispos o patriarcas.
Dentro del Imperio Romano, desde la época de Constantino hasta la caída del imperio en 1453, la eclesiología universal, más que la eucarística, se convirtió en el principio operativo. Prevalecía la opinión de que, "cuando el Imperio Romano se hizo cristiano, se había alcanzado el orden mundial perfecto querido por Dios: un imperio universal era soberano y, junto a él, estaba la Iglesia universal única". Al principio, la eclesiología de la Iglesia romana era universal, con la idea de que la Iglesia era un organismo mundial con un centro designado divinamente (no funcionalmente): la Iglesia/Obispo de Roma. Estos dos puntos de vista siguen presentes en la ortodoxia oriental moderna y en el catolicismo, y pueden considerarse causas fundamentales de los cismas y del Gran Cisma entre Oriente y Occidente.
La Iglesia Ortodoxa no acepta la doctrina de la autoridad papal establecida en el Concilio Vaticano de 1870, y enseñada hoy en la Iglesia Católica. La Iglesia Ortodoxa siempre ha mantenido la posición original de colegialidad de los obispos resultando en la estructura de la iglesia más cercana a una confederación. Los ortodoxos tienen sínodos en los que se reúnen las máximas autoridades de cada comunidad eclesiástica, pero, a diferencia de la Iglesia católica, ninguna persona o figura central tiene la última palabra absoluta e infalible sobre la doctrina de la Iglesia. En la práctica, esto ha provocado a veces divisiones entre las iglesias ortodoxas griega, rusa, búlgara y ucraniana, ya que ninguna autoridad central puede servir de árbitro en diversas disputas internas.
A partir de la segunda mitad del siglo XX, la eclesiología eucarística es defendida por teólogos católicos. Henri de Lubac escribe: "La Iglesia, como la Eucaristía, es un misterio de unidad, el mismo misterio, y uno con riquezas inagotables. Ambos son el cuerpo de Cristo, el mismo cuerpo". Joseph Ratzinger (futuro Benedicto XVI) llamó a la eclesiología eucarística "el verdadero núcleo de la enseñanza del Vaticano II (Concilio Vaticano II) sobre la cruz". Según Ratzinger, la única Iglesia de Dios no existe de otro modo que en las diversas congregaciones locales individuales. En ellas se celebra la eucaristía en unión con la Iglesia en todas partes. La eclesiología eucarística llevó al concilio a "afirmar el significado teológico de la Iglesia local. Si cada celebración de la Eucaristía es una cuestión no sólo de la presencia sacramental de Cristo en el altar, sino también de su presencia eclesial en la comunidad reunida, entonces cada iglesia eucarística local debe ser más que un subconjunto de la iglesia universal; debe ser el cuerpo de Cristo 'en ese lugar'".
La dimensión eclesiológica del cisma Este-Oeste gira en torno a la autoridad de los obispos dentro de sus diócesis y las líneas de autoridad entre obispos de distintas diócesis. Es habitual que los católicos insistan en la primacía de la autoridad romana y papal basándose en escritos patrísticos y documentos conciliares.

#### Privilegio y autoridad papales
Las enseñanzas oficiales actuales de la Iglesia católica sobre el privilegio y el poder papales que son inaceptables para las iglesias ortodoxas orientales son el dogma de la infalibilidad del papa cuando habla oficialmente "desde la cátedra de Pedro (ex cathedra Petri)" sobre cuestiones de fe y moral que debe sostener toda la Iglesia, de modo que tales definiciones son irreformables "por sí mismas, y no por el consentimiento de la Iglesia" (ex sese et non-ex consensu ecclesiae) y tienen carácter vinculante para todos los cristianos (católicos) del mundo; la jurisdicción episcopal directa del papa sobre todos los cristianos (católicos) del mundo; la autoridad del papa para nombrar (y por tanto también para destituir)[cita requerida] a los obispos de todas las iglesias cristianas (católicas) excepto en el territorio de un patriarcado; y la afirmación de que la legitimidad y autoridad de todos los obispos cristianos (católicos) del mundo derivan de su unión con la sede romana y su obispo, el sumo pontífice, único Sucesor de Pedro y vicario de Cristo en la tierra. [cita requerida]
La principal cuestión eclesiástica que separa a las dos Iglesias es el significado de la primacía papal en una futura Iglesia unificada. Los ortodoxos insisten en que debe ser una "primacía de honor", y no una "primacía de autoridad", mientras que los católicos ven el papel del pontífice como necesario para su ejercicio de poder y autoridad, cuya forma exacta está abierta a discusión con otros cristianos.
Según la creencia ortodoxa oriental, la prueba de catolicidad es la adhesión a la autoridad de Escritura y luego por la Sagrada Tradición de la iglesia. No se define por la adhesión a ninguna sede en particular. La posición de la Iglesia ortodoxa es que nunca ha aceptado al papa como líder de jure de toda la Iglesia.
Refiriéndose a Ignacio de Antioquía, Carlton dice:

Contrariamente a la opinión popular, la palabra católico no significa "universal"; significa "entero, completo, al que no le falta nada." ...Así, confesar que la Iglesia es católica es decir que posee la plenitud de la fe cristiana. Decir, sin embargo, que Ortodoxa y Roma constituyen dos pulmones de la misma Iglesia es negar que cualquiera de las dos Iglesias por separado sea católica en cualquier sentido significativo del término. Esto no sólo es contrario a la enseñanza de la Ortodoxia, sino que es rotundamente contrario a la enseñanza de la Iglesia Católica Romana, que se consideraba verdaderamente católica.

La Iglesia es a imagen de la  Trinidad y refleja la realidad de la encarnación.

El cuerpo de Cristo debe ser siempre igual a sí mismo... La iglesia local que manifiesta el cuerpo de Cristo no puede ser subsumida en ninguna organización o colectividad más grande que la haga más católica y más unida, por la simple  razón de que el principio de catolicidad total y de unidad total le es ya intrínseco.

### Cuestiones teológicas
La política iconoclasta impuesta por una serie de decretos del emperador León III el Isáurico en 726-729 fue resistida en Occidente, dando lugar a fricciones que terminaron en 787, cuando el Segundo Concilio de Nicea reafirmó que las imágenes deben ser veneradas pero no adoradas. Los Libri Carolini, encargados por Carlomagno, criticaron lo que una traducción defectuosa dio como decisión del concilio, pero sus objeciones fueron rebatidas por el papa  Adriano I.
Desde la perspectiva de la Iglesia católica, las cuestiones eclesiológicas son centrales, por lo que caracterizan la ruptura entre las dos iglesias como un cisma. En su opinión, los ortodoxos orientales están muy próximos a ellos en teología, y la Iglesia católica no considera heréticas las creencias de los ortodoxos orientales. Sin embargo, desde la perspectiva de los teólogos ortodoxos orientales, hay cuestiones teológicas mucho más profundas que la simple teología en torno a la primacía del papa. De hecho, esto contrasta con los católicos, que generalmente no consideran heréticos a los ortodoxos y hablan en cambio del "cisma" oriental.
También en la Iglesia católica se pueden encontrar algunos escritores que hablan peyorativamente de la Iglesia ortodoxa oriental y de su teología, pero estos escritores son marginales.
La opinión oficial de la Iglesia católica es la expresada en el decreto Unitatis redintegratio del Vaticano II:

En el estudio de la revelación, Oriente y Occidente han seguido métodos distintos, y han desarrollado de manera diferente su comprensión y confesión de la verdad de Dios. No es de extrañar, por tanto, que de vez en cuando una tradición se haya acercado más que la otra a la plena apreciación de algunos aspectos de un misterio de la revelación, o lo haya expresado mejor. En tales casos, estas diversas expresiones teológicas deben considerarse a menudo como mutuamente complementarias, más que conflictivas. Por lo que respecta a las auténticas tradiciones teológicas de la Iglesia de Oriente, debemos reconocer el admirable modo en que hunden sus raíces en la Sagrada Escritura, y cómo se nutren y expresan en la vida litúrgica. También derivan su fuerza de la tradición viva de los apóstoles y de las obras de los Padres y escritores espirituales de las Iglesias orientales. Así promueven la recta ordenación de la vida cristiana y, de hecho, allanan el camino hacia una visión plena de la verdad cristiana.

#### Trinidad
Aunque las iglesias occidentales no consideran que la comprensión oriental y occidental de la Trinidad sean radicalmente diferentes, teólogos orientales como John Romanides y Michael Pomazansky sostienen que la cláusula Filioque es sintomática de un defecto fatal en la comprensión occidental, que atribuyen a la influencia de Agustín y, por extensión, a la de Tomás de Aquino.
Filioque, que en latín significa "y (del) Hijo", se añadió en el cristianismo occidental al texto latino del Credo Niceno-Constantinopolitano, que también varía del texto griego original al tener la frase adicional Deum de Deo (Dios de Dios) y en el uso del singular "Creo" (latín, Credo, griego Πιστεύω) en lugar del original "Creemos" (griego Πιστεύομεν), que conserva la Ortodoxia oriental.
La Iglesia Asiria de Oriente, que no está en comunión ni con la Iglesia Ortodoxa Oriental ni con la Ortodoxia Oriental, utiliza "Creemos".
Filioque afirma que el Espíritu Santo procede tanto del Hijo como del Padre, doctrina aceptada por la Iglesia católica, por el anglicanismo
y por Iglesias protestantes en general.
Los cristianos de estos grupos suelen incluirlo al recitar el Credo Niceno. No obstante, estos grupos reconocen que Filioque no forma parte del texto original establecido en el Primer Concilio de Constantinopla en 381, y no exigen que los demás también lo utilicen al recitar el Credo. De hecho, la Iglesia católica no añade la frase correspondiente a Filioque (καὶ τοῦ Υἱοῦ) al texto griego del Credo, ni siquiera en la liturgia para rito latino.
En el Concilio de Constantinopla de 879-880 la Iglesia Ortodoxa Oriental anatematizó la frase Filioque, "como novedad y aumento del Credo", y en su encíclica de 1848 los patriarcas orientales hablaron de ella como una herejía. Fue calificada como tal por algunos de los santos de la Iglesia Ortodoxa Oriental, entre ellos  Focio I de Constantinopla, Marcos de Éfeso y Gregorio Palamas, que han sido llamados los Tres Pilares de la Ortodoxia. La iglesia oriental cree que al insertar la iglesia occidental el Filioque unilateralmente (sin consultar ni celebrar concilio con Oriente) en el Credo, la iglesia occidental rompió la comunión con Oriente.
Teólogos ortodoxos orientales como Vladimir Lossky critican como erróneo el enfoque de la teología occidental de Dios en 'Dios en esencia increada', que según él es un modalista y por tanto una expresión especulativa de Dios que es indicativa de la herejía sabeliana. El teólogo ortodoxo oriental Michael Pomazansky argumenta que, para que el Espíritu Santo proceda del Padre y del Hijo en el Credo, tendría que haber dos fuentes en la deidad (doble procesión), mientras que en el Dios único sólo puede haber una fuente de divinidad, que es la hipóstasis del Padre de la Trinidad, no la esencia de Dios per se. Por el contrario, el obispo Kallistos Ware sugiere que el problema está más en el ámbito de la semántica que en el de las diferencias doctrinales básicas:

La controversia sobre el Filioque que nos ha separado durante tantos siglos es más que un mero tecnicismo, pero no es insoluble. Matizando la firme posición adoptada cuando escribí La Iglesia ortodoxa hace veinte años, creo ahora, tras un estudio más profundo, que el problema se sitúa más en el terreno de la semántica que en el de las diferencias doctrinales básicas.
Zoghby1992

## ControversiaFilioque
Durante el Tercer Concilio de Toledo en 589, cuando tuvo lugar la solemne conversión de los visigodos al catolicismo, se produjo la añadidura del término Filioque (traducible como ‘y del Hijo’), por lo que el Credo pasaba a declarar que el Espíritu Santo procede no exclusivamente «del Padre», como decía el credo Niceno, sino «del Padre y del Hijo» al decir:

et in Spiritum Sanctum, Dóminum et vivificántem, qui ex Patre Filioque procedit
y en el Espíritu Santo, Señor y dador de vida, que procede del Padre y del Hijo

En 568, el nombre del papa fue retirado de los dípticos del patriarcado de Constantinopla. Se discute todavía entre los historiadores cuál fue el motivo de este cambio. Una causa pudo ser el hecho de que el papa Sergio IV había enviado al patriarca de Constantinopla una profesión de fe que contuviera el Filioque y eso habría provocado la incomprensión de parte del patriarca.
Aunque la inserción del Filioque en el credo latino estaba en las diferentes liturgias europeas desde el siglo VI,[cita requerida] y sobre todo en la carolingia desde el siglo IX, la liturgia romana no incluía la recitación del credo en la liturgia. En 1014, con motivo de su coronación como emperador del Sacro Imperio, Enrique II solicitó al papa Benedicto VIII la recitación del Credo. El papa, necesitado del apoyo militar del emperador, accedió a su petición y lo hizo según la praxis vigente por entonces en Europa: de este modo, por primera vez en la historia, el Filioque se usó en Roma.
Según cuenta el historiador Rodolfo Glabro, la Iglesia griega quería, en aquellos primeros años del milenio, encontrar una especie de entendimiento con la Iglesia latina, de manera que «con el consenso del Romano Pontífice la Iglesia de Constantinopla fuese declarada y considerada universal en su propia esfera, así como Roma en el mundo entero». Esto implicaba una doble forma de ser una sola Iglesia católica. El papa Juan XIX pareció vacilante ante la propuesta de la iglesia griega, lo cual le supuso recibir la recriminación de algunos monasterios que estaban por la reforma eclesial.

## Cisma

### Comienzo del conflicto
Un precedente del Cisma tuvo lugar en el año 857, cuando el emperador bizantino Miguel III, llamado el Beodo, y su ministro Bardas expulsaron de su sede en Constantinopla al patriarca Ignacio (conmemorado hoy en día como santo, tanto en la Iglesia ortodoxa como en la Iglesia católica). Lo reemplazaron por un nuevo candidato para dicho puesto, Focio (reconocido como santo por la Iglesia ortodoxa, pero no por la católica), quien en seis días recibió todas las órdenes de la Iglesia. Focio comenzó a entrar en desacuerdo con el papa Nicolás I y recibió la entronización.
Hay muchas perspectivas y opiniones referentes a la vida de dicho Obispo, tanto en pro como en su contra. Para los que no le aprobaban en su primacía, fue descrito como "el hombre más artero y sagaz de su época: hablaba como un santo y obraba como un demonio"; en cuanto a su favor, fue reconocido como un "importante constructor de paz de la época". Incluso el papa Nicolás I se refirió a él por sus "grandes virtudes y el conocimiento universal". Poco tiempo antes de la muerte del patriarca Ignacio, este había abogado para que Focio fuera restituido como su sucesor después de su segundo período, manifestando su alta estima y favor por este. Pero Focio fue destituido y desterrado a un monasterio en el año 887. En todo caso, en su segundo período, obtuvo el reconocimiento formal del mundo cristiano en un concilio convocado en Constantinopla en noviembre de 879. Los legados del papa Juan VIII asistieron, dispuestos a reconocer a Focio como patriarca legítimo, una concesión por la que el papa fue muy censurado por la opinión latina.
En 1054 el papa León IX quien, amenazado por los normandos, buscaba una alianza con Bizancio, mandó una embajada a Constantinopla encabezada por su colaborador, el cardenal Humberto de Silva Candida
con los arzobispos Federico de Lorena y Pedro de Amalfi. Los delegados papales negaron, a su llegada a Constantinopla, el título de ecuménico (autoridad suprema) al patriarca Miguel I Cerulario y, además, pusieron en duda la legitimidad de su elevación al patriarcado. El patriarca se negó entonces a recibir a los legados. El cardenal respondió publicando su Diálogo entre un romano y un constantinopolitano, en el que se burlaba de las costumbres griegas, y abandonó la ciudad tras excomulgar a Cerulario mediante una bula que depositó el 16 de julio de 1054 sobre el altar de la Iglesia de Santa Sofía. Pocos días después (24 de julio), Cerulario respondió excomulgando al cardenal y a su séquito, y quemó públicamente la bula romana, con lo que se inició el Cisma. Alegaba que, en el momento de la excomunión, León IX había muerto y por lo tanto el acto excomunicatorio del cardenal de Silva no habría tenido validez; añadía también que se excomulgaron individuos, no Iglesias.
Existen múltiples conjeturas para definir dicha escisión, y una de ellas pretende suponer que el cisma fue más bien resultado de un largo período de relaciones difíciles entre las dos partes más importantes de la Iglesia universal: causas como las pretensiones de suprema autoridad (el título de "ecuménico") del papa de Roma y las exigencias de autoridad del patriarca de Constantinopla. 
El hecho más resaltado fue que el patriarca de Roma reclamaba autoridad sobre toda la cristiandad, incluyendo a los cuatro patriarcas más importantes de Oriente. Este tema lleva a interpretaciones contradictorias sobre lo que viene a ser "la sagrada tradición apostólica" y "las santas escrituras": los patriarcas y primados, en comunión plena con estos, alegaban que el Obispo de Roma solo podía ser un "primero entre sus iguales" o "Primus inter pares", dejando a la voluntad de Jesucristo la primacía infalible en toda la Iglesia y negaban toda estructura piramidal sobre las Iglesias hermanas. Por su parte, varios de los papas contemporáneos a dicha fecha, pretendían sostener sus preceptos religiosos, por ejemplo, en los escritos del obispo Ireneo de Lyon (santo padre apostólico), el cual decía que "es necesario que cualquier Iglesia esté en armonía con la Iglesia hermana, por considerarla depositaria primigenia de la Tradición apostólica". Dichos pontífices interpretarían como dicha "Iglesia hermana" a Roma en su caso.
El Gran Cisma también tuvo gran influencia en las variaciones de las prácticas litúrgicas (calendarios y santorales distintos) y en las disputas sobre las jurisdicciones episcopales y patriarcales.

## Reunión ecuménica
Hubo dos reuniones orientales formales con Roma, en 1274 (en el Segundo Concilio de Lyon) y en 1439 (en el Concilio de Florencia), pero en ambos casos las reconciliaciones entre Roma y Oriente fueron posteriormente repudiadas por los fieles y por el bajo clero de las Iglesias orientales, ya que los líderes espirituales que participaron en ellas, al permitir estas llamadas "uniones", habían han ido más allá de su propia autoridad, sin obtener ninguna retractación del lado latino de las controvertidas "prácticas" establecidas en Occidente. Los intentos posteriores de reconciliar las Iglesias orientales y romanas fracasaron; sin embargo, algunas comunidades eclesiásticas, inicialmente ortodoxas, cambiaron de jurisdicción a lo largo de los siglos, reconociendo la autoridad del papa y convirtiéndose en católicas. Estas comunidades ahora se llaman Iglesias orientales católicas o uniatas (término despectivo con el que los ortodoxos señalan a quienes se han sometido a Roma, aceptando su controvertida primacía jurisdiccional). Seis de ellas son patriarcales; el gobierno y el cuidado pastoral del papa sobre todas ellas lo realiza a través de la Congregación para las Iglesias Orientales (Congregatio pro Ecclesiis Orientalibus). 
Con todo, tanto la Iglesia ortodoxa como la Iglesia católica reivindican también la exclusividad de la fórmula: "Una, Santa, Católica y Apostólica", considerándose cada una como la única heredera legítima de la Iglesia primitiva o universal y atribuyendo a la otra el haber "abandonado la iglesia verdadera" durante el Gran Cisma. No obstante, tras el Concilio Vaticano II (1962), la Iglesia católica inició una serie de iniciativas que han contribuido al acercamiento entre ambas iglesias, y así el papa Pablo VI y el patriarca ecuménico Atenágoras I decidieron, en una declaración conjunta, el 7 de diciembre de 1965, «cancelar de la memoria de la Iglesia la sentencia de excomunión que había sido pronunciada».
Como consecuencia de la expansión musulmana en el siglo VII, tres de los cuatro patriarcados orientales cayeron bajo dominio del Islam: Alejandría, Antioquía y Jerusalén. Por eso, el Oriente cristiano se identificó desde entonces con la Iglesia griega o bizantina, es decir, el Patriarcado de Constantinopla y las iglesias nacidas como fruto de su acción misionera, que le reconocían una primacía de jurisdicción o al menos de honor. Estas cristiandades que giraban en la órbita de Constantinopla, integraban la Iglesia greco-oriental. 
El cristianismo sufrió la impronta de la contraposición entre Oriente y Occidente, cultura griega y latina. Constantinopla se convirtió en el principal patriarcado del Oriente cristiano, émulo del pontificado romano, estrechamente vinculado al Imperio de Bizancio, mientras que Roma se alejaba cada vez más de este y buscaba su protección en los emperadores francos o germánicos. En este contexto de creciente frialdad entre las dos Iglesias, las fricciones y enfrentamientos jalonaron un largo proceso de debilitamiento de la comunión eclesiástica.
Aunque los eventos de 1054 fueron decisivos, otros eventos conflictivos posteriores lo hicieron duradero hasta la actualidad: las Cruzadas lideradas por latinos, la Masacre de los Latinos en Constantinopla en 1182, la represalia occidental en el saqueo de Tesalónica en 1185 por Guillermo II de Sicilia, la captura y el saqueo de Constantinopla durante la Cuarta Cruzada en 1204 y la imposición de patriarcas latinos en los estados cruzados, lo que significó que había dos pretendientes rivales para cada una de las sedes patriarcales de Antioquía, Constantinopla y Jerusalén, dejando clara la existencia del cisma.